# Sulfarsenit
Els minerals sulfarsenits són un subgrup dels minerals sulfurs els quals inclouen arsènic substituint el sofre com un anió en la fórmula. Antimoni i bismut es poden presentar amb o en lloc de l'arsènic com en l'ullmannita.
Els exemples inclouen:
- Grup arsenopirita:
  - Arsenopirita FeAsS
  - Glaucodota (Co,Fe)AsS
  - Gudmundita FeSbS
  - Lautita CuAsS
  - Alloclasita (Co,Fe)AsS
- Grup Cobaltita
  - Cobaltita CoAsS
  - Gersdorffita NiAsS
  - Ullmannita (Ni,Cu,Fe)(Sb,As,Bi)S